# Droste-Hülshoff-Gymnasium (Berlin)
Das Droste-Hülshoff-Gymnasium ist ein staatliches Gymnasium in der Schönower Straße 8 im Berliner Ortsteil  Zehlendorf des Bezirks Steglitz-Zehlendorf. Die Schule ist benannt nach der deutschen Schriftstellerin Annette von Droste-Hülshoff.

## Geschichte
Vorgänger der Schule war eine private höhere Mädchenschule, die 1885 von Flora Köppler gegründet wurde. Starkes Wachstum veranlasste die Gemeinde 1902, ein größeres Schulgebäude am heutigen Standort zu bauen. Am 12. Oktober 1903 wurde das Gebäude für 225 Schülerinnen eröffnet. Ein Jahr später übernahm die Gemeinde die Schule. Köppler ging danach in den Ruhestand. 1905 übernahm die Gemeinde die Verwaltung der Schule. 1909 wurde die Schule staatlich anerkannt und trug ab 1911 die Bezeichnung Lyzeum. 1938 wurde die Schule nach Annette von Droste-Hülshoff benannt. Am Ende des Zweiten Weltkriegs wurde der Unterricht bis Mai 1945 ausgesetzt. Im Schuljahr 1948/49 wurden erstmals Jungen aufgenommen.

## Schulprofil
Schwerpunkt der Schule sind Französisch und Musik, eine Besonderheit ist die im Sommer 2025 durch den Förderverein neu angeschaffte Orgel. Außerdem bietet das Gymnasium bilingualen Unterricht auf Englisch und Französisch an.
Seit dem Schuljahr 2021/22 nimmt die Schule am Schulversuch Hybride Formen des Lehrens und Lernens teil.

## Architektur
Das Hauptgebäude wurde 1902 von den Architekten Jakob Sedelmeier und Johann Hoeniger entworfen und 1903 fertiggestellt.

## Bekannte ehemalige Schüler und Lehrer
Schüler
- Andreas Austilat (* 1957), Journalist und Autor
- Cerstin Richter-Kotowski (* 1962), Bezirksbürgermeisterin des Bezirks Steglitz-Zehlendorf
- Floris Völkner (* 1976), Hockeyspieler und -trainer

Lehrer
- Helmut Wolff (1932–2015), Maler und Bildhauer